# Ilha da Assunção
A ilha da Assunção é uma ilha brasileira localizada no rio São Francisco, no município de Cabrobó, no estado de Pernambuco. Situa-se a montante do município de Rodelas, na Bahia. Assunção é território ancestral da tribo Truká, que ainda a habita. No século XVII, a ilha foi conhecida como «ilha do Pambu».